# Scootmobile
Scootmobile war der Name zweier US-amerikanischer Automobilmarken.

## 1946
1946 tauchte der erste Wagen dieses Namens auf. Er wurde von  Norman Anderson in Corunna (Michigan) gebaut. Als weitere Personen werden Vernon Servoss und Lester Sworthwood genannt. Das dreirädrige Fahrzeug sah wie die Kabine eines Jagdflugzeugs aus, die vorne mit zwei kleinen Rädern und hinten mit einem Spornrad versehen war. Für den Antrieb sorgte ein Einzylinder-Zweitaktmotor, der im Heck eingebaut war und 12 bhp (8,8 kW) leistete. Es blieb bei einem Prototyp.

## 1948
1948 tauchte der Name erneut auf. Diesmal bot Jacob Affannato einen zweisitzigen Runabout an, der ebenfalls mit einem Einzylindermotor ausgestattet war. Dieser kleine Motor leistete aber nur 4 bhp (2,9 kW). Das nur 113 kg schwere Fahrzeug kostete 265,– US$. Es ist nicht bekannt, wie viele dieser Fahrzeuge verkauft wurden.